# Istrobanka
Istrobanka byla od roku 1992 univerzální banka na Slovensku. Od roku 2002 byla součástí vídeňské Bank für Arbeit und Wirtschaft (BAWAG), v roce 2008 prodána belgické KBC a začleněna do Československé obchodní banky (stala se součástí slovenské ČSOB).
Od 1. července 2009 byly pobočky Istrobanky přejmenované na ČSOB.